# Predigerkirche (Eisenach)

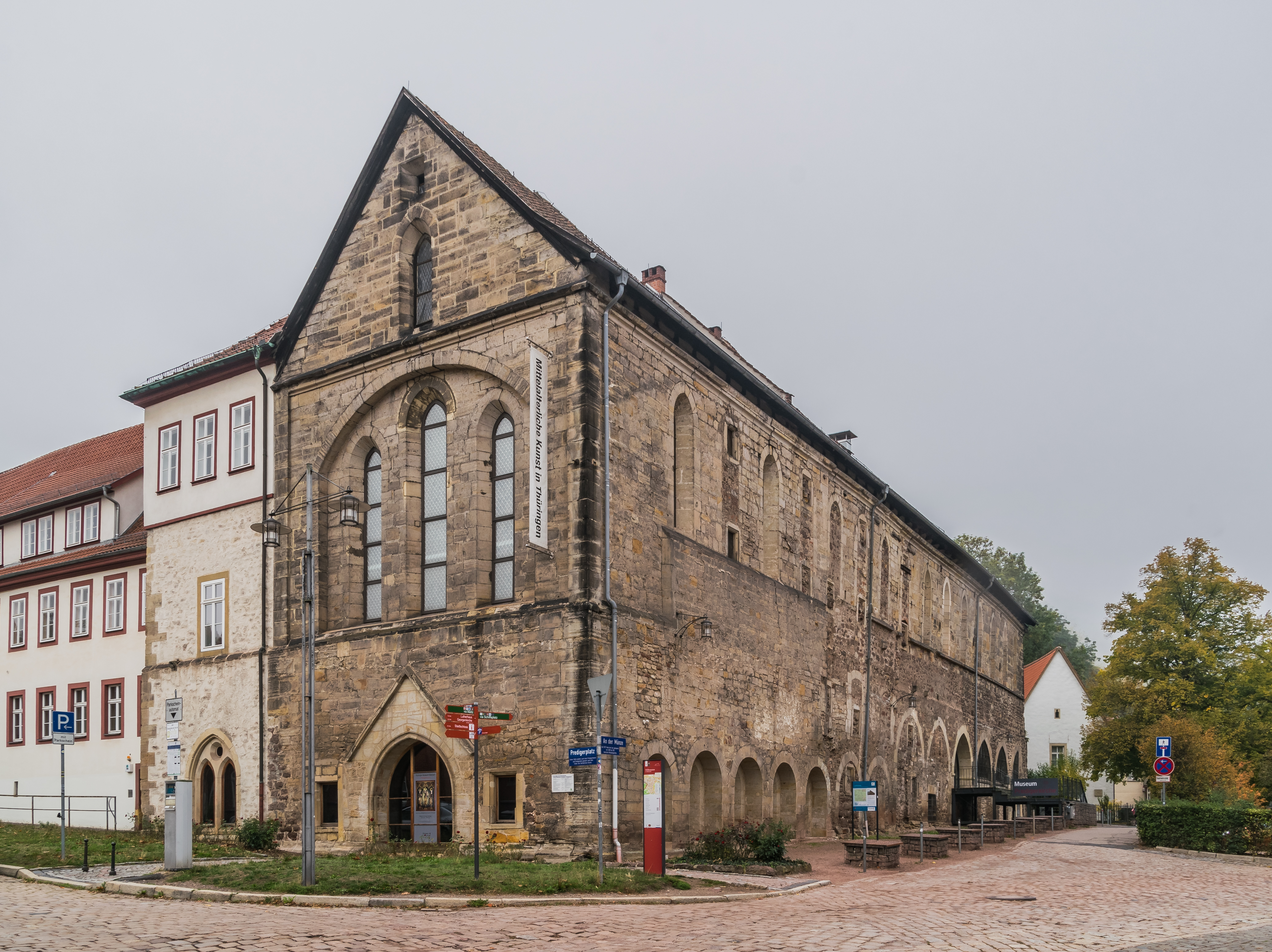
Predigerkirche, Gesamtansicht

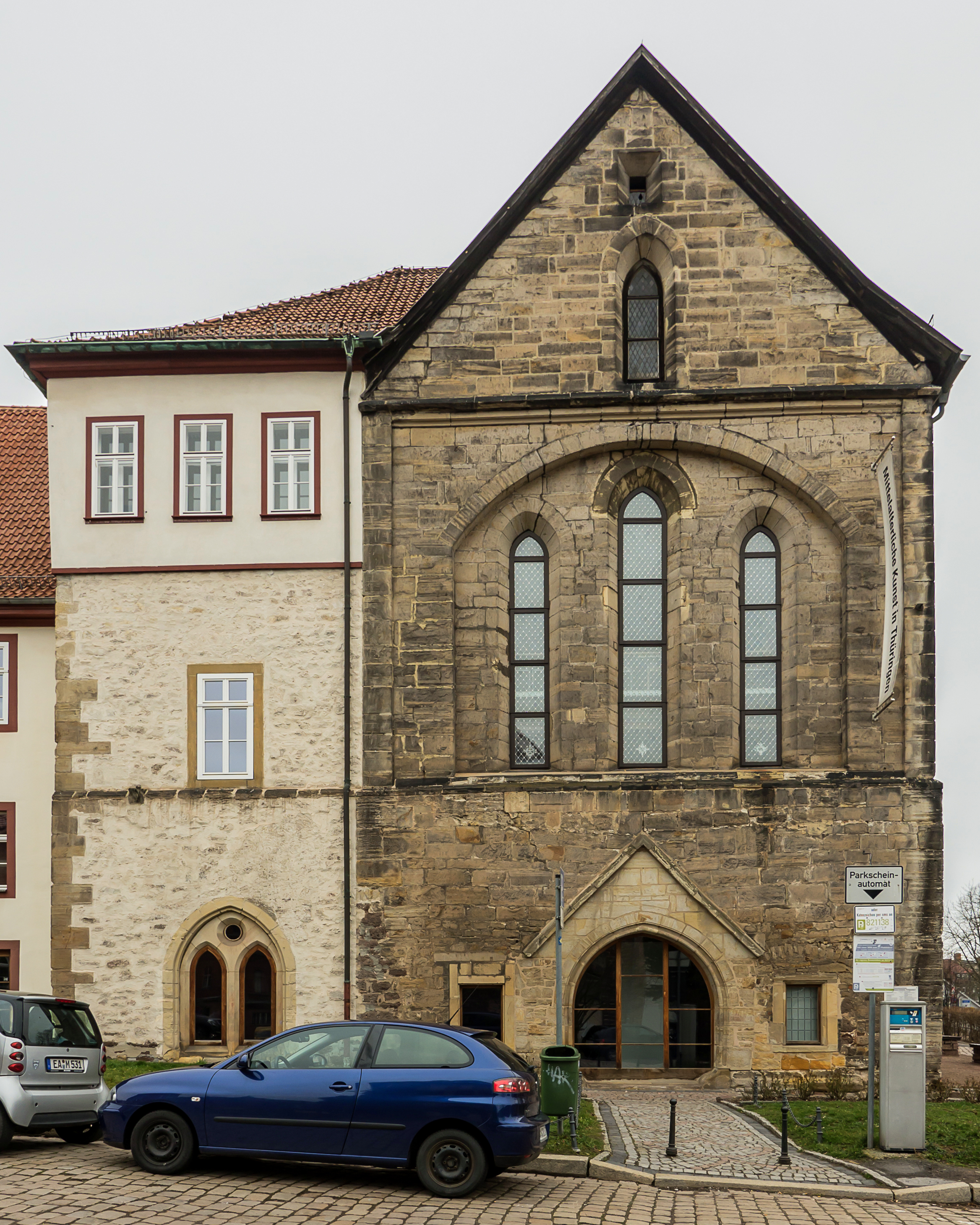
Predigerkirche, Ostfassade

Die Predigerkirche ist ein profaniertes Kirchengebäude in der Stadt Eisenach im Wartburgkreis in Thüringen. Erbaut als Teil des Eisenacher Dominikanerklosters ist sie heute Teil des Thüringer Museums und beherbergt den größten Bestand an mittelalterlicher Schnitzkunst in Thüringen.

## Lage
Die Predigerkirche befindet sich im Zentrum der Eisenacher Altstadt, etwa 150 Meter westlich des Marktes unmittelbar neben dem ebenfalls aus dem Dominikanerkloster hervorgegangenen Martin-Luther-Gymnasium.

## Architektur

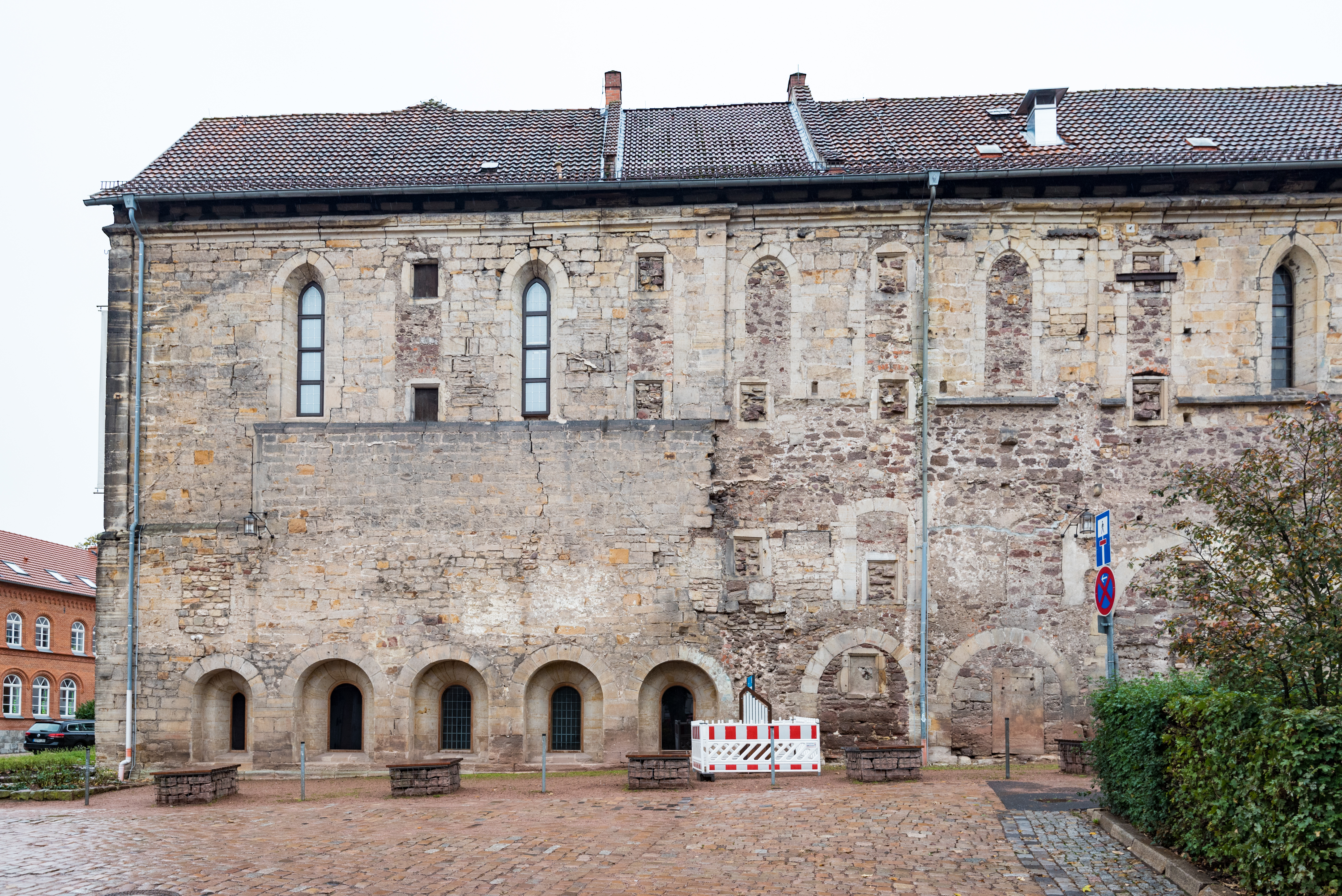
Predigerkirche, Nordfassade

Die Predigerkirche wurde als Bettelordenskirche ohne Turm und Querhaus gebaut. Sie bestand innen aus einem saalartigen, einschiffigen Innenraum und einem hohen Chor im Osten, unter dem sich die dreischiffige, gewölbte Unterkirche befand. Die sich in südlicher Richtung an die Kirche anschließende Seitenkapelle stammt aus der Zeit um 1300. Ihre gewölbte Decke ist noch erhalten. Südlich der Kirche schlossen sich die heute vom Martin-Luther-Gymnasium genutzten Gebäude des Dominikanerklosters an und bilden mit der Predigerkirche einen viereckigen Innenhof.
Mit Beginn der Nutzung durch das Thüringer Museum wurde das frühere Kirchengebäude ab 1899 umgebaut, um der musealen Nutzung gerecht werden zu können.

## Geschichte

### Kirchliche Nutzung und Profanierung
Die Predigerkirche wurde in der ersten Hälfte des 13. Jahrhunderts zu Ehren der Heiligen Elisabeth, Landgräfin von Thüringen, erbaut. Nach der Weihe im Jahr 1240 übergab Landgraf Konrad von Thüringen den Neubau Dominikanermönchen (Ordo Praedicatorum – Predigerorden) mit der Erlaubnis zur Errichtung eines Dominikanerklosters.
Im Zuge der Reformation wurde das Kloster 1523 aufgelöst, die Predigerkirche profaniert und seitdem als Lagerraum genutzt. Im 16. Jahrhundert wurde in den südlich der Kirche gelegenen früheren Wohn- und Arbeitsräumen der Mönche 1544 die Lateinschule, Vorläufer des Martin-Luther-Gymnasiums, untergebracht.

### Nutzung als Museum
Die profanierte Kirche gehört seit über 100 Jahren zum Thüringer Museum Eisenach, welches 1899 im ehemaligen Refektorium des Dominikanerklosters begründet wurde. Dieses nutzte die Kirche ab 1903 als Ausstellungs- und Lagerraum. Bei den Luftangriffen auf Eisenach 1944/45 wurde das Gebäude, wie weite Teile der Eisenacher Innenstadt, beschädigt. In den 1960er Jahren wurde die an die Nordfassade der Predigerkirche angrenzende Wohnbebauung abgerissen.
Nach erfolgter Teilsanierung dient die Predigerkirche seit Sommer 1994 wieder als Ausstellungsraum. Sie beherbergt – insbesondere in der alten Krypta – in einer modern gestalteten Dauerausstellung „Mittelalterliche Kunst in Thüringen“ den größten Bestand mittelalterlicher Schnitzkunst in Thüringen.
Anlässlich des 800. Geburtstages der Elisabeth von Thüringen war die Predigerkirche neben der Wartburg vom 7. Juli bis 19. November 2007 Ausstellungsort der 3. Thüringer Landesausstellung (Ausstellung Elisabeth von Thüringen). Den 800. Jahrestag der Zwangsverheiratung der Elisabeth von Thüringen mit dem Thüringer Landgrafen Ludwig IV. nahm das Thüringer Museum 2021 zum Anlass, Sonderausstellungen und Projekte zum Thema Heilige Elisabeth anzubieten. Im August 2021 war eine Lichtkunstinstallation des Künstlers Philipp Geist als Teil dieser Projekte zu sehen.